# Осада Галича (1237)
Осада Галича (1237) — наступление Даниила Романовича Галицкого на Галич, ставшее возможным после провала волынского похода Михаила Всеволодовича осенью 1236 года.

## История
Зимою 1236/1237 года — Михаил Всеволодович Черниговский и Изяслав Мстиславич приводят против Даниила Галицкого поляков, русских и половцев. К ним присоединяется и бывший союзник Даниила мазовецкий и куявский герцог Конрад I. Даниил, вместе с братом Василько Романовичем наносят поражение Конраду I и переманивают на свою сторону половцев, которые вместо того чтобы воевать с Даниилом, разоряют Галицкую землю. В результате Михаил Всеволодович возвращается в Галич.
Летом — Даниил и Василько в свою очередь идут на Галич. Присутствие венгерского гарнизона не позволило овладеть Галичем, но были разорены окрестности Звенигорода.
Осень — Михаил Всеволодович и Даниил Галицкий заключают мир, по которому Даниил получает Перемышль. Спустя некоторое время Михаил Всеволодович отнимает Перемышль у Даниила и по выражению летописца: "бывше же межю ими овогда мир, овогда рати".
В 1238 году Михаил отобрал Перемышль назад, в связи с чем во время своего литовского похода лишился и Галича (осень 1238).

## Критика
Грушевский М. С. объединяет походы под Звенигород и под Галич, помещённые в летописи отдельно, и датирует последовавший затем мир осенью 1237 года.